# Беков, Сергей Мажитович
Сергей (Серажетдин) Мажитович Беков (род. 27 ноября 1939, Верхние Ачалуки, Чечено-Ингушская АССР) — советский и российский государственный деятель. Член Совета Федерации Федерального Собрания Российской Федерации в 2001—2002 и в 2006—2010 годах. Генерал-полковник таможенной службы (1998).

## Партийная и политическая деятельность
Из семьи крестьянина. Ингуш. Во время Великой Отечественной войны в 1944 году был депортирован в Северный Казахстан. Во время ссылки умерли его мама и бабушка, несколько сестер и братьев. В 1957 году семья вернулась в Ингушетию. Окончил 10 классов средней школы. С 1957 года работал на заводе «Минеральные воды». В 1958—1960 годах служил на срочной службе в Советской армии, в частях Сибирского военного округа (Томск).
С 1960 года — инспектор отдела переселения и оргнабора Совета Министров Чечено-Ингушской АССР, преподаватель физического воспитания в средней школе. С 1960 года — в Москве, студент плодоовощного факультета Сельскохозяйственной академии имени К. А. Тимирязева. В период учебу был избран секретарём комсомольской организации курса, секретарём комитета комсомола академии и членом Московского городского комитета ВЛКСМ. В 1965 году окончил академию.
С 1965 года — бригадир, управляющий отделением совхоза «Надтеречный». С 1966 года — управляющий отделением, главный агроном, начальник участка Грозненского плодоовощного совхоза. В 1970 году окончил очную аспирантуру на кафедре виноградарства и виноделия в Сельскохозяйственной академии имени К. А. Тимирязева, защитил диссертацию на соискание ученой степени кандидата сельскохозяйственных наук. С 1970 года — главный агроном винсовхоза имени С. М. Кирова, с 1971 года — директор крупнейшего в Чечено-Ингушской АССР винсовхоза «Калиновский» в составе, которого был винзавод мощностью производства 30 тыс. тонн вина в год.
С мая 1973 года — на партийной работе, первый секретарь Назрановского райкома КПСС. С 1978 года — заведующий сельскохозяйственным отделом Чечено-Ингушского обкома КПСС, с 1987 года — секретарь этого обкома. Дважды был направлен в Афганистан в качестве советника ЦК КПСС в провинции Нангархар (1982—1984) и советника оперативно-войсковой зоны «Восток» на границе с Пакистаном (1986—1988), участвовал в Афганской войне. В 1979 году окончил Ростовскую межобластную высшую партийную школу.
С 24 марта 1990 года — председатель Совета Министров Чечено-Ингушской АССР. С этого времени активно участвовал в разработке Закона СССР «О реабилитации репрессированных народов», в 1991—1992 годах участвовал в составе государственной комиссии в подготовке выделения из состава Чечено-Ингушской АССР и новой Республики Ингушетии. В сентябре 1991 года, после государственного переворота в Чечено-Ингушетии и прихода к власти сторонников независимости Чечни во главе с Джохаром Дудаевым, был смещён с должности председателя Совета Министров Чечено-Ингушской АССР и уехал в Москву (официально отстранён 22 ноября 1991 года с ликвидацией Совета министров Чечено-Ингушской АССР).

## Таможенная служба
В январе 1992 года решением правительства Российской Федерации освобождён от должности председателя Совета министров Чечено-Ингушской АССР. 27 января 1992 года назначен на должность заместителя председателя Государственного таможенного комитета Российской Федерации (ГТК России). С 28 января по 7 мая 1997 года — статс-секретарь — заместитель председателя ГТК России. В 1997—1998 годах — представитель ГТК России при Таможенной службе Казахстана, с 1998 года до выхода в отставку в ноябре 1999 года — начальник Управления организации таможенной службы ГТК России. С 1992 по 2000 годы — член Коллегии ГТК России. Был сопредседателем Российско-китайской комиссии по определению пунктов пропуска на российско-китайской границе.
21 апреля 1996 вошёл в состав Межведомственной комиссии Совета безопасности Российской Федерации по охране здоровья населения (до 19 сентября 1997). 16 ноября 1996 вошёл в состав Комиссии по противодействию злоупотреблениям наркотическими средствами и их незаконному обороту при Правительстве России. 27 декабря 1996 вошёл в состав Межведомственной комиссии по организации проведения конкурсов и аукционов по продаже экспортных и импортных квот.
После введения новых званий руководящего состава таможенной службы в 1998 году присвоено специальное звание генерал-полковника таможенной службы. В ноябре 1999 года в возрасте 60 лет уволен с таможенной службы по возрасту. Находится на пенсии.

## Парламентская деятельность
В 1990 году был избран депутатом Верховного Совета Чечено-Ингушской АССР по Новоредантскому избирательному округу №95 Малгобекского района.
В 1999 году принимал участие в выборах в Государственную думу Российской Федерации по федеральному списку движения «Отечество — Вся Россия» (в Государственную думу не прошёл). С 1999 года — вице-президент Российского Союза промышленников и предпринимателей.
С апреля 2001 года — член Совета Федерации Федерального Собрания Российской Федерации от Республики Ингушетия, работал председателем подкомитета по таможенно-тарифному регулированию и внешнеэкономической деятельности Комитета по бюджету Совета Федерации. Досрочно отозван из Совета Федерации постановлением Народного собрания Республики Ингушетия от 15 октября 2002 года. По мнению ряда СМИ, С. Беков открыто поддерживал бывшего президента Республики Ингушетия Руслана Аушева и его сторонников на президентских выборах в Ингушетии в апреле 2002 года, что после победы противостоящего им Мурата Зязикова и стало причиной отзыва. С октября 2002 года — советник спикера Совета Федерации С. М. Миронова.
С июля 2006 по декабрь 2010 года — вновь член Совета Федерации Федерального Собрания от исполнительного органа государственной власти Агинского Бурятского автономного округа, заместитель председателя Комитета Совета Федерации по конституционному законодательству (2006—2008), член Комиссии по взаимодействию со Счётной палатой РФ (февраль-май 2008), член Комиссии по естественным монополиям (2006—2010), член Комиссии Совета Федерации по жилищной политике и жилищно-коммунальному хозяйству (2008—2010).
После 2010 года прекратил активную политическую деятельность.
Супруга — Бекова (Мальсагова) Рукият Умат Гиреевна (1940 г. р.), окончила Московский институт народного хозяйства имени Плеханова, долгие годы работала главным товароведом предприятия. Дети:
- Магомед Сергеевич Беков, окончил Московский автодорожный институт, первый вице-премьер Республики Ингушетия
- Абукар Сергеевич Беков, окончил экономический факультет Московского государственного университета. Долгое время работал в нефтяном бизнесе. С 2009 года — генеральный директор металлургического холдинга «ЭСТАР»
- Зарина Сергеевна Бекова, кандидат медицинских наук, окончила второй Московский государственный медицинский университет им. Пирогова.

## Персональные и специальные звания
- Государственный советник таможенной службы 3-го ранга (19.03.1992)[3]
- Государственный советник таможенной службы 1-го ранга (25.03.1993)[4]
- Генерал-полковник таможенной службы (1998)

## Награды
- Благодарность Президента Российской Федерации (1996)
- Почётная грамота Государственной Думы Федерального Собрания РФ (1995)
- Орден Дружбы (17 декабря 1994) — за заслуги перед народом, связанные с развитие российской государственности, достижениями в труде, науке, культуре, искусстве, укреплением дружбы и сотрудничества между народами
- Почётная грамота Правительства Российской Федерации (1994)
- Орден Красной Звезды (1990)
- орден Трудового Красного Знамени (1984)
- Орден «Знак Почёта» (1981)
- Орден «Знак Почёта» (1976)
- Медаль «В память 850-летия Москвы»
- Медаль «Ветеран труда»
- Юбилейная медаль «70 лет Вооружённых Сил СССР»
- Орден Красного Знамени (Афганистан)
- Орден «Дружба народов» (Афганистан)
- Заслуженный таможенник Российской Федерации

## Семья
Старший брат Султан Беков — участник Великой Отечественной войны.